# 奧地利國旗
奧地利國旗是一面由三條橫間所組成的國旗，最上處和最底處都是紅色，中間是白色。奧地利的國旗是世界上最古老的國旗之一。
奧地利國旗的來源有不少說法，而最廣為人知的傳説的是於1192年，公爵雷歐伯德五世帶領十字軍東征時，雷歐伯德五世在阿卡圍城戰之中身穿的白色戰袍被血染成紅色，而中間腰帶的一部份依然是白色。東征返國後，雷歐伯德五世得到神聖羅馬帝國皇帝的讚頌，並頒贈紅、白、紅的勳章，表揚他的功勞。而這赤地中白旗也於這時開始使用，在1804年因成立奧地利帝國而停用。
一次大戰後，奧匈帝國解體，奧地利第一共和國採用原來的三色旗，政府旗幟後來加上了雄鷹。

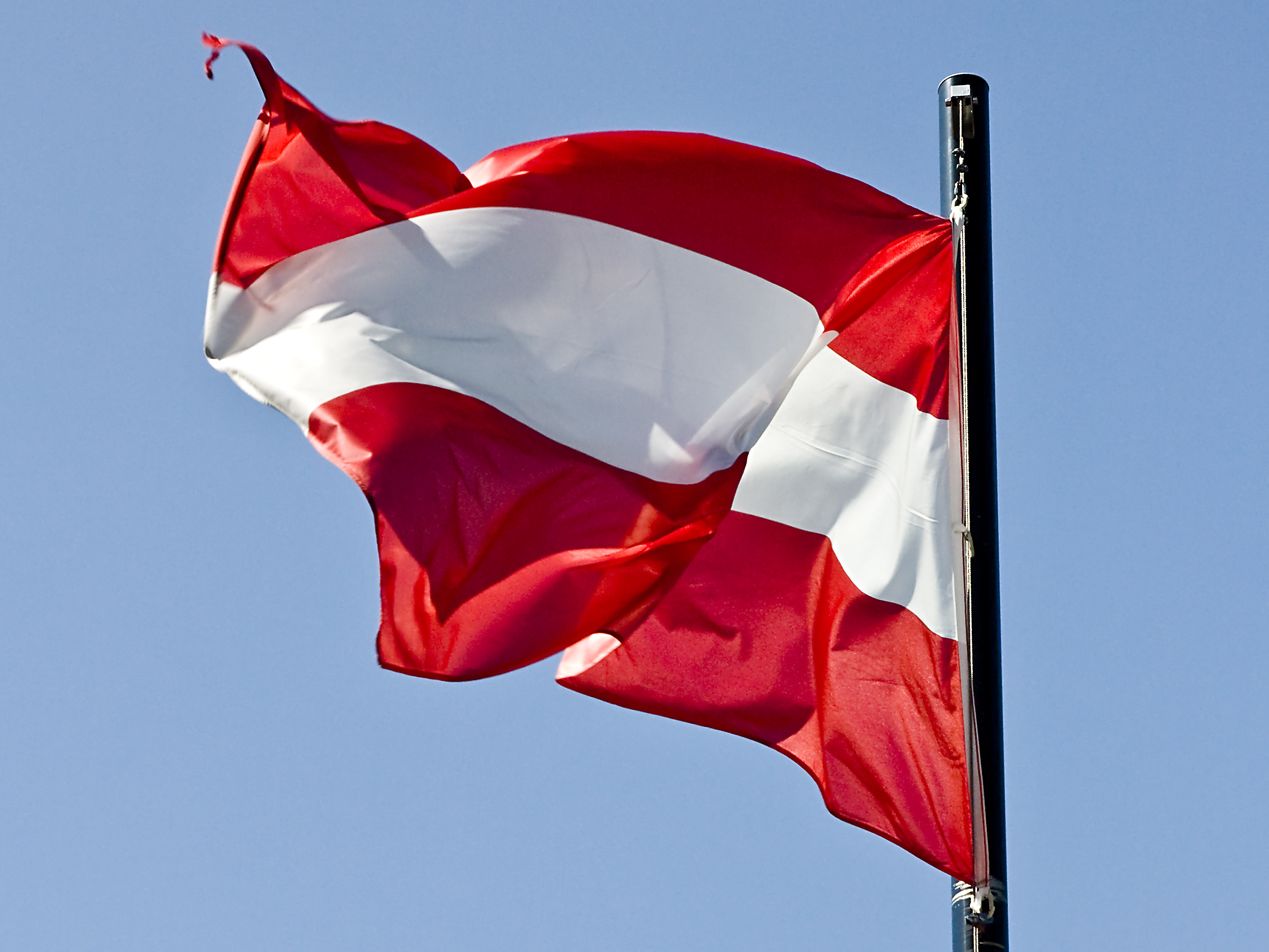
飘扬的奥地利国旗

## 歷代國旗
| 國旗 | 國家                     | 使用                                                         |
| ---- | ------------------------ | ------------------------------------------------------------ |
|      | 奧地利公國               | 1156年－1453年                                               |
|      | 奧地利大公國             | 1453年－1685年                                               |
|      | 奧地利大公國             | 1685年－1740年                                               |
|      | 奧地利大公國             | 1740年－1804年                                               |
|      | 奧地利帝國               | 1804年－1918年 （1867-1918年为奥匈帝国构成国，即内莱塔尼亚） |
|      | 德意志奧地利共和國       | 1918年－1919年                                               |
|      | 奧地利第一共和國         | 1919年－1934年                                               |
|      | 奧地利聯邦國             | 1934年－1938年                                               |
|      | 奧地利邦                 | 1938年－1940年                                               |
|      | 奥地利東部邊疆           | 1940年－1942年                                               |
|      | 阿爾卑斯與多瑙河帝國大區 | 1942年－1945年                                               |
|      | 盟軍佔領奧地利           | 1945年－1955年                                               |
|      | 奧地利第二共和國         | 1955年－至今                                                 |